# Vicki Draves
Victoria Manalo-Draves, detta Vicki (San Francisco, 31 dicembre 1924 – Palm Springs, 11 aprile 2010), è stata una tuffatrice statunitense.
Di padre filippino e di madre inglese, Vicki Manalo, coniugata Draves, è stata la prima tuffatrice della storia a vincere la medaglia d'oro individuale sia dal trampolino che dalla piattaforma nella stessa edizione dei Giochi Olimpici.
Nel 1969 è stata introdotta nella International Swimming Hall of Fame.

## Biografia
Victoria Manalo nacque nel quartiere di South-of-Market di San Francisco da un musicista filippino, Teofilo Manalo, e una domestica inglese, Gertrude Taylor. I suoi genitori si erano incontrati e sposati a San Francisco. Crebbe solo con i suoi genitori, la sorella gemella Connie, la sorella maggiore Frankie e il fratello minore Sonny, morto da bambino. Manalo non potette permettersi di prendere lezioni di nuoto fino all'età di 10 anni e prese lezioni estive di nuoto dalla Croce Rossa Americana. Draves praticò badminton, pallacanestro e softball al liceo. Si diplomò alla Commerce High School e prese parte al servizio civile temporaneo presso l'arsenale dell'esercito.

## Carriera
Manalo fu introdotta alle immersioni all'età di 16 anni da Jack Lavery. Fu Lavery a presentarla a Phil Patterson, allenatore di nuoto del Fairmont Hotel Swimming and Diving Club. A causa della discriminazione razziale e del pregiudizio per essere una filippina, cambiò il suo nome in Vicki Taylor per essere accettata nella scuola di Patterson. Manalo in seguito si unì al programma di nuoto al Crystal Plunge di North Beach guidato da Charlie Sava e le fu assegnato il ruolo di Jimmy Hughes come suo allenatore. Le sue immersioni dopo la scuola di pratica subacquea proseguirono fino alla sua iscrizione al Junior College di San Francisco (ora City College di San Francisco). All'età di 19 anni Hughes la guidò al terzo posto nella sua prima competizione nazionale di immersioni AAU alla riunione nazionale dell'Indiana nel 1943.
Ai campionati nazionali AAU del 1944, il campione di piattaforma maschile del 1942 Samuel Lee la incontrò e la presentò al suo amico allenatore Lyle Draves che gestiva il programma di nuoto e immersioni presso il prestigioso Athens Athletic Club di Oakland. Manalo quindi iniziò ad allenarsi con Lyle Draves, aggiungendo immersioni in piattaforma al suo repertorio di immersioni sul trampolino. Lyle Draves lasciò la Baia di San Francisco per Los Angeles disgustato dal razzismo nel Fairmont Hotel Swimming and Diving Club. Manalo si recò a Los Angeles, piazzandosi seconda e terza ai National Outdoor. Nel 1945, alla morte di suo padre, tornò al suo vecchio lavoro come segretaria nell'ufficio dell'Esercito del Port Surgeon a San Francisco.
Alla fine della guerra, Manalo si trasferì definitivamente nel sud della California. Sposò il suo allenatore il 12 luglio 1946 e vinse il National Tower Diving Championship (piattaforma da 10 metri), nel 1946, 1947 e 1948. Nel 1948 vinse il suo primo titolo nazionale nel trampolino.
Prima di gareggiare alle Olimpiadi del 1948, Draves vinse un totale di cinque campionati di immersioni negli Stati Uniti. Dopo la sua vittoria olimpica, la coppia Manalo-Draves visitò le Filippine per la prima volta su invito dei Manila Jaycees. Alloggiarono in una suite del palazzo Malacañang e visitarono i parenti di suo padre a Orani. Si esibì presso lo stadio Rizal e in altre sedi filippine, e anche per il presidente filippino Elpidio Quirino . Draves apparve sulla copertina della rivista LIFE nel 1949, essendo stata nominata una dei due migliori atleti statunitensi della rivista alle Olimpiadi del '48.
Draves diventò un'atleta professionista dopo le Olimpiadi, unendosi allo spettacolo acquatico "Rhapsody in Swimtime" di Larry Crosby per il suo debutto da professionista al Soldier Field di Chicago nel 1948. Si esibì anche al Colosseo di Los Angeles con headliner Esther Williams e tenne una convention della General Motors a Detroit. Draves, nel 1949 e nel 1950, fece un tour negli Stati Uniti, in Canada e in Europa con "Aqua Parade" di Buster Crabbe . Dopo essersi esibita regolarmente al El Mirador Hotel di Coachella Valley a Palm Springs e allo Shadow Mountain Resort & Club a Palm Desert, Draves si ritirò dalle immersioni per prendersi cura dei suoi figli nella California meridionale. Draves e suo marito gestirono un programma di addestramento di nuoto e immersioni a Indian Springs a Montrose e successivamente trasferirono il programma a Encino. In seguito rimasero a Tarzana per 35 anni, crescendo quattro figli - David, Jeffery, Dale e Kim. In seguito lavorò come segretaria mentre suo marito rimase allenatore e direttore di nuoto.

## Gli ultimi anni
Draves fu inserita nella International Swimming Hall of Fame nel 1969.
Nel 2005 Draves è stata selezionata per l'Alumnus più eccezionale dell'anno del City College di San Francisco. Il 27 maggio 2005 ha ricevuto il suo premio e ha parlato durante le cerimonie di inizio del City College all'Auditorium massonico. Ha ricevuto una clamorosa ovazione dai 2000 studenti diplomandi presenti. Nello stesso anno è stata nominata come uno dei migliori atleti del Los Angeles Athletics Club.
Nell'ottobre 2006 un parco di due acri (un acro ciascuno per medaglia d'oro) a San Francisco è stato nominato Victoria Manalo Draves Park in suo onore. Si trovava nello stesso sito, nelle strade di Folsom e Sherman, dove frequentava la ex Franklin Elementary School, a quattro isolati di distanza da dove era nata e cresciuta.
La coppia sposata si trasferì a Palm Springs nel 1995. Draves è morta l'11 aprile 2010, all'età di 85 anni, per un cancro al pancreas aggravato da una polmonite. È sepolta al Forest Lawn Cemetery di Cathedral City .

## Palmarès
Olimpiadi
- 2 medaglie:
  - 2 ori (trampolino 3 m a Londra 1948, piattaforma 10 m a Londra 1948).